# Saint-Jovite
Saint-Jovite est un secteur de la municipalité de Mont-Tremblant, qui autrefois était une ville du Québec située dans la MRC des Laurentides et la région administrative des Laurentides. Elle fut fusionnée à Mont-Tremblant le 22 novembre 2000. Ses habitants sont des Jovitiens et des Jovitiennes. Le nom de la ville vient de saint Jovite, qui subit le martyre avec son frère Faustin en Lombardie au IIe siècle.

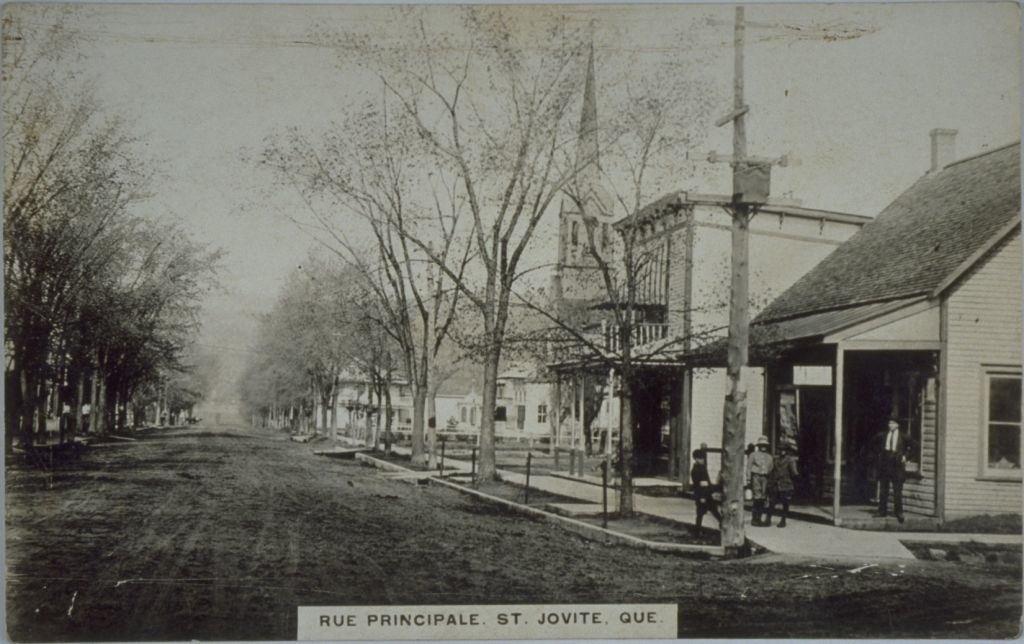
Rue Principale, Saint-Jovite, carte postale

Depuis sa fusion, Saint-Jovite désigne un secteur de l'ancienne municipalité dans la nouvelle ville de Mont-Tremblant.

## Histoire
L'histoire de Saint-Jovite débute avec la colonisation des Laurentides dirigée par le curé Antoine Labelle. L'église de la paroisse est construite en 1885 et bénie en 1889.  Le village devient ensuite officiellement une municipalité le 18 juin 1917 par la scission des Cantons-unis de De Salaberry et de Grandison. Le village devient alors une ville le 20 décembre 1986 et fusionne finalement avec les municipalités de Lac-Tremblant-Nord et Mont-Tremblant.

## Tourisme
Le secteur Saint-Jovite a grandement profité de son emplacement géographique. Situé à environ 12 km du mont Tremblant, il profite grandement du tourisme. Le trajet où passait anciennement le fameux P'tit Train du Nord dans le nord du village a été transformé en parc linéaire de plus de 200 km où passent maintenant une piste multifonctionnelle, où peuvent entre autres passer des piétons et des vélos.
L'ancienne gare, quant à elle, a été rénovée en restaurant et fait maintenant partie des attraits touristiques de la ville.

## Église Saint-Jovite
L'église prend d'abord naissance en 1880 dans une maison à deux étages. La paroisse s'agrandissant rapidement, il est décidé, à l'initiative du curé Samuel Ouimet, de construire une église en pierres. Les travaux débutent en 1888. Ouverte l'année suivante, l'église est terminée en 1896. Des transepts sont ajoutés en 1930. La nef est agrandie en 1950 et peut accueillir plus de 1200 personnes. L'intérieur a fait l'objet de travaux de restauration en 2004.